# Viškovci
Viškovci är en ort i Kroatien.   Den ligger i länet Baranja, i den östra delen av landet, 200 km öster om huvudstaden Zagreb. Viškovci ligger 92 meter över havet och antalet invånare är 1 212.
Terrängen runt Viškovci är platt. Runt Viškovci är det ganska glesbefolkat, med 38 invånare per kvadratkilometer. Närmaste större samhälle är Đakovo, 5,7 km sydväst om Viškovci. Trakten runt Viškovci består till största delen av jordbruksmark.